# Dulkadirli, Kırşehir
Dulkadirli là một thị trấn thuộc thành phố Kırşehir, tỉnh Kırşehir, Thổ Nhĩ Kỳ. Dân số thời điểm năm 2010 là 389 người.